# El Ojo de Agua, Taxco de Alarcón
El Ojo de Agua är en ort i Mexiko.   Den ligger i kommunen Taxco de Alarcón och delstaten Guerrero, i den södra delen av landet, 120 km sydväst om huvudstaden Mexico City. El Ojo de Agua ligger 1 614 meter över havet och antalet invånare är 128.
Terrängen runt El Ojo de Agua är kuperad österut, men västerut är den bergig. Runt El Ojo de Agua är det ganska tätbefolkat, med 86 invånare per kvadratkilometer. Närmaste större samhälle är Iguala de la Independencia, 19,3 km sydost om El Ojo de Agua. I omgivningarna runt El Ojo de Agua växer huvudsakligen savannskog.